# 兴文县
兴文县是中国四川省宜宾市所辖的一个县。总面积1373平方公里，2002年人口43万人。

## 行政区划
兴文县下辖8个镇、4个民族乡：
古宋镇、僰王山镇、共乐镇、莲花镇、九丝城镇、石海镇、周家镇、五星镇、大坝苗族乡、大河苗族乡、麒麟苗族乡和仙峰苗族乡。
興文縣目前的縣城位於古宋鎮，是原古宋縣的縣城。興文縣原來的老縣城位於僰王山鎮。

## 特产
- 兴文方竹笋：中国地理标志产品。
- 兴文山地乌骨鸡：中国地理标志产品。这种乌骨鸡属四川省优良地方品种，有着悠久的养殖和膳食历史，其冠、脸、髯、喙、趾、舌、皮肤、内脏、肌肉和骨膜均呈乌黑色（俗称“十全乌”）。